# 圭爾夫 (北達科他州)
圭爾夫（英語：Guelph）是位於美國北達科他州迪基縣的非建制地區。

## 歷史
圭爾夫的郵局於1887年設立，其後於1990年停運。

## 地理
圭爾夫所處的海拔為高於海平面418米（即1371英呎），而該地所採用的時區為UTC-6，即北美中部时区（CST）。同時該地設有夏令時間，為UTC-6調快一小時，即UTC-5（CDT）。